# Historia raju
Historia raju. Ogród rozkoszy (Une histoire du Paradis. Le Jardin des délices) - książka Jeana Delumeau wydana nakładem Państwowego Instytutu Wydawniczego w 1996 roku (wydanie francuskie w 1992). Autorką przekładu na język polski jest Eligia Bąkowska.

## Treść
Autor omawia wyobrażenia raju ziemskiego, jego opisy i próby umiejscowienia począwszy od Mojżesza, poprzez całą epokę średniowiecznego i nowożytnego chrześcijaństwa, aż do obumarcia tej idei na przełomie XVIII i XIX wieku.
Numer ISBN 83-06-02434-6